# 宇宙學相變
宇宙學相變是一個物理過程，物質的整體狀態在整個宇宙中一起變化。大爆炸模型的成功使研究人員推測出宇宙早期可能發生的相變，當時宇宙比今天更熱、密度更大。
任何宇宙學相變都可能留下今天可以觀察到的訊號，即使它發生在大爆炸後的最初時刻，當時宇宙是對光不透明。

## 宇宙學一階相變
相變可以按照它們的順序進行分類。一階相變通過氣泡成核進行，並隨著氣泡膨脹而釋放潛熱。
當宇宙在熱的大爆炸後冷卻時，這樣的相變會釋放出大量的能量，既有熱量，也有氣泡生長的動能。在强大的一階相變中，氣泡壁甚至可能以接近光速的速度生長。這反過來又會導致引力波隨機背景的產生。諸如北美納赫茲引力波天文台（英語：NANOGrav）和雷射干涉太空天線的實驗可能對該訊號敏感。
下面顯示的是模擬一階宇宙學相變演化的兩張快照。氣泡首先成核，然後膨脹和碰撞，最終將宇宙從一個階段轉變為另一個階段。

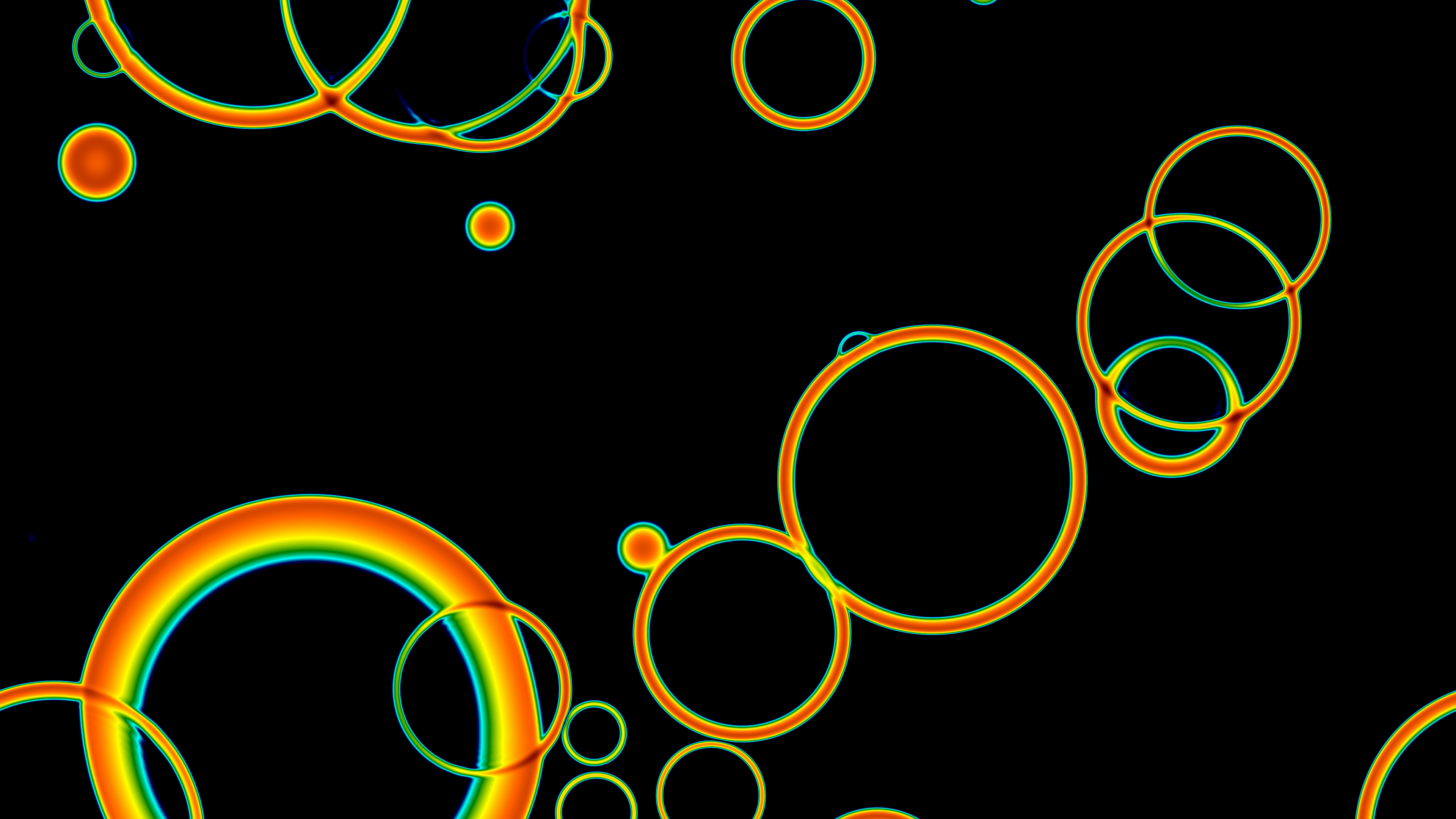
早期階段：第一個氣泡成核並膨脹。
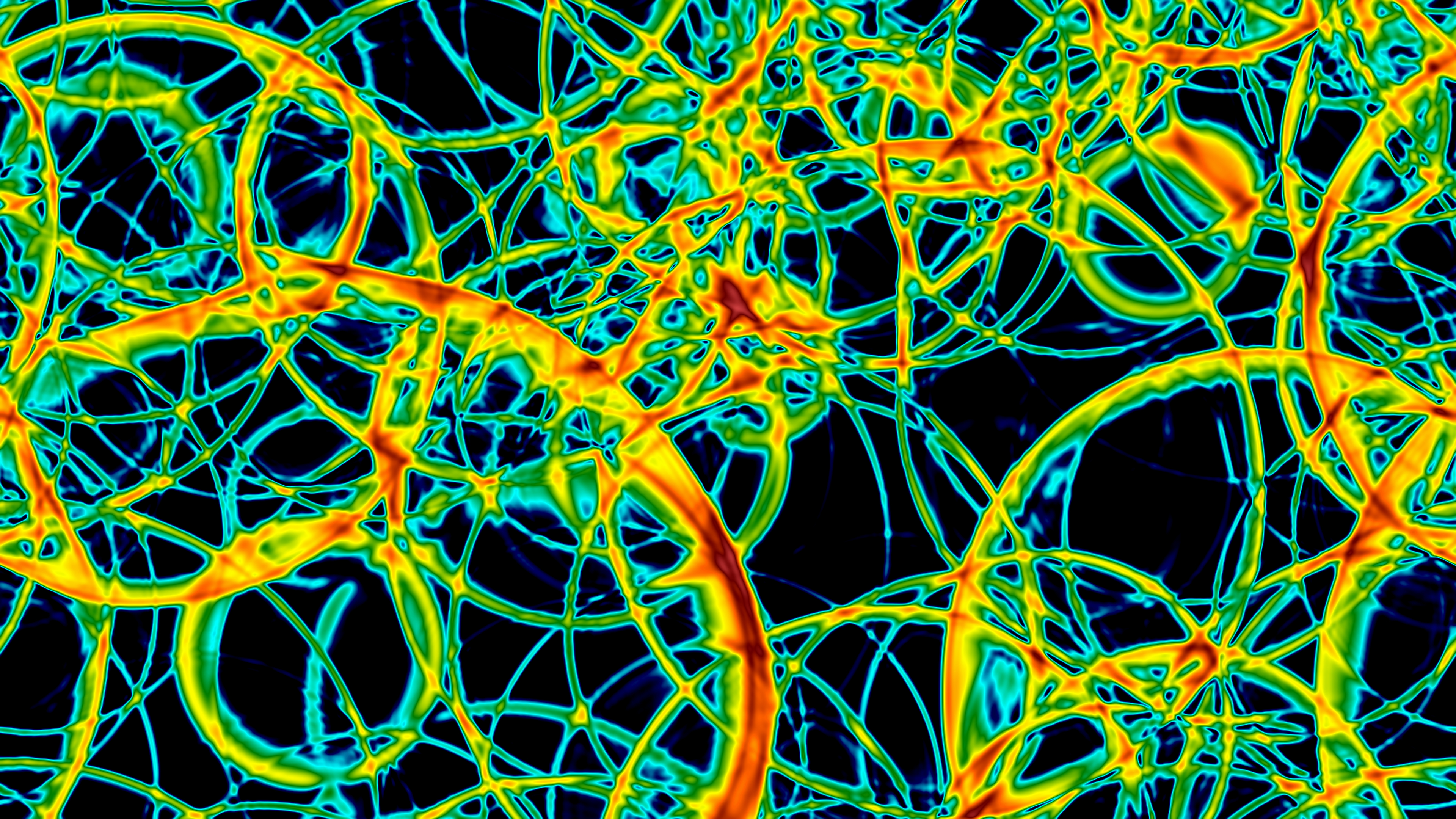
後期階段：重疊氣泡碰撞。

## 示例
粒子物理學的標準模型包含三個基本力：電磁力、弱力、和強力。大爆炸后不久，極高的溫度可能改變了這些力的特徵。雖然這三種力在今天的作用不同，但據推測，它們可能在早期宇宙的高溫下是統一的。

### 强力相變
今天，強力將夸克結合在一起，形成質子和中子，這種現象被稱為夸克禁閉（英語：color confinement）。然而，在足夠高的溫度下，質子和中子解離成自由夸克。強力相變標誌著夸克時期的結束。基於晶格QCD的這種轉變的研究表明，它將在大約155 MeV的溫度下發生，並且將是一個平滑的交叉轉變。
這個結論假設了在相變時最簡單的情況，在夸克、重子或微中子化學勢或強磁場存在的情況下，一階或二階相變是可能的。
強力相圖總結了不同可能的相變類型。

### 電弱相變
電弱相變標誌著希格斯機制首次啟動的時刻，結束了電弱時期。與強力一樣，電弱模型的晶格研究發現相變是平滑的交叉，發生在159.5±1.5 GeV。
就像強力一樣，相變是交叉的結論假設了最小情景，並因存在額外的場或粒子而改變。解釋暗物質或導致成功的重子生成的粒子物理模型可以預測強烈的一階電弱相變。

### 標準模型之外的相變
如果標準模型的三個力統一在一個大一統理論中，那麼在更高的溫度下就會發生宇宙相變，對應於力第一次分離的那一刻。宇宙學相變也可能發生在黑暗或隱藏扇區中，和在與可見物質耦合非常微弱的粒子和場之間。